# Full House (US-amerikanische Fernsehserie, 1987–1995)/Episodenliste
Diese Episodenliste enthält alle Episoden der US-amerikanischen Sitcom Full House, sortiert nach der US-amerikanischen Erstausstrahlung. Zwischen 1987 und 1995 entstanden in acht Staffeln insgesamt 192 Episoden mit einer Länge von jeweils etwa 24 Minuten.

## Übersicht
| Staffel | Episodenanzahl | Erstausstrahlung USA | Erstausstrahlung USA | Deutschsprachige Erstausstrahlung | Deutschsprachige Erstausstrahlung |
| Staffel | Episodenanzahl | Staffelpremiere      | Staffelfinale        | Staffelpremiere                   | Staffelfinale                     |
| ------- | -------------- | -------------------- | -------------------- | --------------------------------- | --------------------------------- |
| 1       | 22             | 22. September 1987   | 6. Mai 1988          | 5. Dezember 1992                  | 15. Mai 1993                      |
| 2       | 22             | 14. Oktober 1988     | 5. Mai 1989          | 22. Mai 1993                      | 18. Dezember 1993                 |
| 3       | 24             | 22. September 1989   | 4. Mai 1990          | 30. Oktober 1993                  | 30. April 1994                    |
| 4       | 26             | 21. September 1990   | 3. Mai 1991          | 7. Mai 1994                       | 31. Dezember 1994                 |
| 5       | 26             | 17. September 1991   | 12. Mai 1992         | 3. Dezember 1994                  | 3. Juni 1995                      |
| 6       | 24             | 22. September 1992   | 18. Mai 1993         | 7. Oktober 1995                   | 13. April 1996                    |
| 7       | 24             | 14. September 1993   | 17. Mai 1994         | 21. September 1996                | 29. März 1997                     |
| 8       | 24             | 27. September 1994   | 23. Mai 1995         | 5. April 1997                     | 20. Dezember 1997                 |

## Staffel 1
| Nr. (ges.) | Nr. (St.) | Deutscher Titel               | Originaltitel                 | Erstausstrahlung USA | Deutschsprachige Erstausstrahlung (D) | Regie                        | Drehbuch                                                       |
| ---------- | --------- | ----------------------------- | ----------------------------- | -------------------- | ------------------------------------- | ---------------------------- | -------------------------------------------------------------- |
| 1          | 1         | Aller Anfang ist schwer       | Our Very First Show           | 22. Sep. 1987        | 5. Dez. 1992                          | Joel Zwick                   | Jeff Franklin                                                  |
| 2          | 2         | Unsere allererste Nacht       | Our Very First Night          | 25. Sep. 1987        | 12. Dez. 1992                         | Joel Zwick                   | Jeff Franklin                                                  |
| 3          | 3         | Der erste Schultag            | The First Day of School       | 2. Okt. 1987         | 19. Dez. 1992                         | Rich Correll                 | Lenny Ripps                                                    |
| 4          | 4         | Omas Rückkehr                 | The Return of Grandma         | 9. Okt. 1987         | 2. Jan. 1993                          | Joel Zwick                   | Russell Marcus                                                 |
| 5          | 5         | Drei flotte Angler            | Sea Cruise                    | 16. Okt. 1987        | 9. Jan. 1993                          | Tom Trbovich                 | Russell Marcus & Jeff Franklin Idee: Lenny Ripps               |
| 6          | 6         | Vatersorgen, Vaterfreuden     | Daddy’s Home                  | 30. Okt. 1987        | 16. Jan. 1993                         | Howard Storm                 | Joan Brooker & Nancy Eddo                                      |
| 7          | 7         | Danny geht k.o.               | Knock Yourself Out            | 6. Nov. 1987         | 23. Jan. 1993                         | Joel Zwick                   | Jeff Franklin                                                  |
| 8          | 8         | Jesses neue Flamme            | Jesse’s Girl                  | 13. Nov. 1987        | 30. Jan. 1993                         | Jeff Franklin & Don Van Atta | Jeff Franklin                                                  |
| 9          | 9         | Das Wunder des Thanksgiving   | The Miracle of Thanksgiving   | 20. Nov. 1987        | 13. Feb. 1993                         | Peter Baldwin                | Jeff Franklin & Russell Marcus                                 |
| 10         | 10        | Joey braucht ein Zimmer       | Joey’s Place                  | 4. Dez. 1987         | 20. Feb. 1993                         | Don Barnhart                 | Jeff Franklin & Lenny Ripps Idee: Russell Marcus               |
| 11         | 11        | Die Geburtstagsüberraschung   | The Big Three-O               | 11. Dez. 1987        | 27. Feb. 1993                         | Howard Storm                 | Bob Perlow & Gene Braunstein                                   |
| 12         | 12        | Werbung ist alles             | Our Very First Promo          | 18. Dez. 1987        | 6. Feb. 1993                          | Rich Correll                 | Lenny Ripps & Arthur Silver Idee: Ron Morgove & Russell Marcus |
| 13         | 13        | Der Werbespot                 | Sisterly Love                 | 8. Jan. 1988         | 6. März 1993                          | Lee Shallat                  | Lenny Ripps                                                    |
| 14         | 14        | Fast eine Liebesgeschichte    | Half a Love Story             | 15. Jan. 1988        | 13. März 1993                         | Howard Storm                 | Jeff Franklin & Russell Marcus                                 |
| 15         | 15        | Die Windpocken                | A Pox in Our House            | 29. Jan. 1988        | 20. März 1993                         | Joel Zwick                   | Lenny Ripps                                                    |
| 16         | 16        | Einmal Komiker, immer Komiker | But Seriously, Folks          | 5. Feb. 1988         | 27. März 1993                         | Joel Zwick                   | Russell Marcus                                                 |
| 17         | 17        | Danny und Linda               | Danny’s Very First Date       | 12. Feb. 1988        | 3. Apr. 1993                          | Joel Zwick                   | Jeff Franklin                                                  |
| 18         | 18        | Der Vetter aus Baltimore      | Just One of the Guys          | 4. März 1988         | 10. Apr. 1993                         | Lee Shallat                  | Lenny Ripps                                                    |
| 19         | 19        | Jesses Albtraum               | The Seven-Month Itch (Part 1) | 11. März 1988        | 17. Apr. 1993                         | Lee Shallat                  | Jeff Franklin                                                  |
| 20         | 20        | Jesse kehrt zurück            | The Seven-Month Itch (Part 2) | 18. März 1988        | 24. Apr. 1993                         | Russ Petranto                | Kim Weiskopf & Lenny Ripps Idee: Rob Edwards & Russell Marcus  |
| 21         | 21        | Alte Schulden                 | Mad Money                     | 29. Apr. 1988        | 8. Mai 1993                           | Jeff Franklin                | Rob Edwards                                                    |
| 22         | 22        | Das Autogramm                 | D.J. Tanner’s Day Off         | 6. Mai 1988          | 15. Mai 1993                          | Joel Zwick                   | Kim Weiskopf & Michael S. Baser                                |

## Staffel 2
| Nr. (ges.) | Nr. (St.) | Deutscher Titel                      | Originaltitel                 | Erstausstrahlung USA | Deutschsprachige Erstausstrahlung (D) | Regie           | Drehbuch                                                                |
| ---------- | --------- | ------------------------------------ | ----------------------------- | -------------------- | ------------------------------------- | --------------- | ----------------------------------------------------------------------- |
| 23         | 1         | Ein Haarschnitt mit Folgen           | Cutting It Close              | 14. Okt. 1988        | 22. Mai 1993                          | Joel Zwick      | Jeff Franklin                                                           |
| 24         | 2         | Der Giftburger                       | Tanner vs. Gibbler            | 21. Okt. 1988        | 29. Mai 1993                          | John Bowab      | Lenny Ripps                                                             |
| 25         | 3         | Vater und Sohn                       | It’s Not My Job               | 28. Okt. 1988        | 12. Juni 1993                         | Joel Zwick      | Jeff Franklin                                                           |
| 26         | 4         | Das erste Pferd                      | D.J.’s Very First Horse       | 4. Nov. 1988         | 19. Juni 1993                         | Lee Shallat     | Bob Fraser & Rob Dames                                                  |
| 27         | 5         | Eine Melodie bringt Streit           | Jingle Hell                   | 11. Nov. 1988        | 5. Juni 1993                          | Peter Baldwin   | Marc Warren & Dennis Rinsler                                            |
| 28         | 6         | Die große Show                       | Beach Boy Bingo               | 18. Nov. 1988        | 10. Juli 1993                         | Steve Zuckerman | Marc Warren & Dennis Rinsler                                            |
| 29         | 7         | Joey bleibt hart                     | Joey Gets Tough               | 25. Nov. 1988        | 3. Juli 1993                          | Jeff Franklin   | Lenny Ripps                                                             |
| 30         | 8         | Dreifache Verabredung                | Triple Date                   | 9. Dez. 1988         | 24. Juli 1993                         | Peter Baldwin   | Jeff Franklin                                                           |
| 31         | 9         | Völlig verrückte Weihnachten         | Our Very First Christmas Show | 16. Dez. 1988        | 18. Dez. 1993                         | John Bowab      | Kim Weiskopf                                                            |
| 32         | 10        | Stephanies Krise                     | Middle Age Crazy              | 6. Jan. 1989         | 17. Juli 1993                         | Peter Baldwin   | Lawrence E. Hartstein & Richard H. Rossner                              |
| 33         | 11        | Liebeskummer lohnt sich nicht        | A Little Romance              | 13. Jan. 1989        | 31. Juli 1993                         | John Bowab      | Bob Fraser & Rob Dames                                                  |
| 34         | 12        | Das Schlagzeug                       | Fogged In                     | 20. Jan. 1989        | 7. Aug. 1993                          | Joel Zwick      | Kim Weiskopf                                                            |
| 35         | 13        | Auf dem Weg zum Erfolg               | Working Mothers               | 3. Feb. 1989         | 14. Aug. 1993                         | Peter Baldwin   | Jeff Franklin                                                           |
| 36         | 14        | Der Ladendiebstahl                   | Little Shop of Sweaters       | 10. Feb. 1989        | 21. Aug. 1993                         | Peter Baldwin   | Lenny Ripps                                                             |
| 37         | 15        | Blutsbrüder                          | Pal Joey                      | 17. Feb. 1989        | 28. Aug. 1993                         | John Bowab      | Marc Warren & Dennis Rinsler                                            |
| 38         | 16        | Michelles erste Liebe                | Baby Love                     | 24. Feb. 1989        | 4. Sep. 1993                          | Peter Baldwin   | Jeff Franklin                                                           |
| 39         | 17        | D.J.s großes Problem                 | El Problema Grande de D.J.    | 10. März 1989        | 11. Sep. 1993                         | Bill Foster     | Bob Fraser & Rob Dames                                                  |
| 40         | 18        | Steph ist sauer                      | Goodbye Mr. Bear              | 24. März 1989        | 25. Sep. 1993                         | Jack Shea       | Kim Weiskopf & Jeff Franklin                                            |
| 41         | 19        | Eine alte Freundin                   | Blast from the Past           | 7. Apr. 1989         | 2. Okt. 1993                          | Tom Rickard     | Lenny Ripps                                                             |
| 42         | 20        | Jesse im Superstress                 | I’m There for You, Babe       | 14. Apr. 1989        | 9. Okt. 1993                          | Jack Shea       | Kim Weiskopf                                                            |
| 43         | 21        | Das Glück eine Frau zu sein – Teil 1 | Luck Be a Lady (Part 1)       | 28. Apr. 1989        | 16. Okt. 1993                         | Bill Foster     | Marc Warren & Dennis Rinsler Idee: Bob Fraser & Rob Dames               |
| 44         | 22        | Das Glück eine Frau zu sein – Teil 2 | Luck Be a Lady (Part 2)       | 5. Mai 1989          | 23. Okt. 1993                         | Bill Foster     | Lawrence E. Hartstein & Richard H. Rossner Idee: Bob Fraser & Rob Dames |

## Staffel 3
| Nr. (ges.) | Nr. (St.) | Deutscher Titel                      | Originaltitel                             | Erstausstrahlung USA | Deutschsprachige Erstausstrahlung (D) | Regie         | Drehbuch                                      |
| ---------- | --------- | ------------------------------------ | ----------------------------------------- | -------------------- | ------------------------------------- | ------------- | --------------------------------------------- |
| 45         | 1         | Traumurlaub mit Hindernissen         | Tanner’s Island                           | 22. Sep. 1989        | 13. Nov. 1993                         | Bill Foster   | Jeff Franklin                                 |
| 46         | 2         | Teenager-Probleme                    | Back to School Blues                      | 29. Sep. 1989        | 30. Okt. 1993                         | Bill Foster   | Jeff Franklin                                 |
| 47         | 3         | Jesse und Becky haben Krach          | Breaking Up Is Hard to Do (in 22 Minutes) | 6. Okt. 1989         | 8. Jan. 1994                          | Bill Foster   | Jeff Franklin                                 |
| 48         | 4         | Walter, der Entenkopf                | Nerd for a Day                            | 13. Okt. 1989        | 6. Nov. 1993                          | Bill Foster   | Lenny Ripps                                   |
| 49         | 5         | Omi ist für alle da                  | Granny Tanny                              | 20. Okt. 1989        | 20. Nov. 1993                         | Bill Foster   | Marc Warren & Dennis Rinsler                  |
| 50         | 6         | Die große Chance                     | Star Search                               | 3. Nov. 1989         | 27. Nov. 1993                         | Bill Foster   | Kim Weiskopf                                  |
| 51         | 7         | Ein Hund im Haus                     | And They Call It Puppy Love               | 10. Nov. 1989        | 4. Dez. 1993                          | Bill Foster   | Rob Dames                                     |
| 52         | 8         | Die Streithennen                     | Divorce Court                             | 17. Nov. 1989        | 15. Jan. 1994                         | Jeff Franklin | Marc Warren & Dennis Rinsler                  |
| 53         | 9         | Der tollkühne Jesse                  | Dr. Dare Rides Again                      | 24. Nov. 1989        | 22. Jan. 1994                         | Bill Foster   | Rob Dames                                     |
| 54         | 10        | Ein verrückter Geburtstag            | The Greatest Birthday on Earth            | 1. Dez. 1989         | 11. Dez. 1993                         | Bill Foster   | Jeff Franklin                                 |
| 55         | 11        | Stephanie steht unter Schock         | Aftershocks                               | 8. Dez. 1989         | 12. Feb. 1994                         | Bill Foster   | Jeff Franklin & Lenny Ripps                   |
| 56         | 12        | Joey verliebt sich                   | Joey & Stacey and… Oh, Yeah, Jesse        | 15. Dez. 1989        | 5. Feb. 1994                          | Bill Foster   | Doug McIntyre                                 |
| 57         | 13        | Jesse blamiert sich                  | No More Mr. Dumb Guy                      | 5. Jan. 1990         | 26. Feb. 1994                         | Bill Foster   | Marc Warren & Dennis Rinsler                  |
| 58         | 14        | D.J. braucht Hilfe                   | Misadventures in Babysitting              | 12. Jan. 1990        | 29. Jan. 1994                         | Bill Foster   | Shari Scharfer & Julie Strassman              |
| 59         | 15        | Dannys neue Liebe                    | Lust in the Dust                          | 26. Jan. 1990        | 12. März 1994                         | Tom Rickard   | Bobby Fine & Gigi Vorgan                      |
| 60         | 16        | Flieg, Vogel, flieg                  | Bye, Bye Birdie                           | 2. Feb. 1990         | 5. März 1994                          | Jeff Franklin | Lenny Ripps                                   |
| 61         | 17        | D.J.s erster Kuss                    | 13 Candles                                | 9. Feb. 1990         | 19. Feb. 1994                         | Bill Foster   | Kim Weiskopf                                  |
| 62         | 18        | Mr. Eierkopf                         | Mr. Egghead                               | 16. Feb. 1990        | 19. März 1994                         | Bill Foster   | Rob Dames                                     |
| 63         | 19        | Eine gute Lektion                    | Those Better Not Be the Days              | 23. Feb. 1990        | 2. Apr. 1994                          | Bill Foster   | Marc Warren & Dennis Rinsler                  |
| 64         | 20        | Liebling, ich habe das Haus zerstört | Honey, I Broke the House                  | 9. März 1990         | 9. Apr. 1994                          | Bill Foster   | Kim Weiskopf                                  |
| 65         | 21        | Falscher Verdacht                    | Just Say No Way                           | 30. März 1990        | 26. März 1994                         | Jeff Franklin | Jeff Franklin                                 |
| 66         | 22        | Michelle ist eifersüchtig            | Three Men and Another Baby                | 13. Apr. 1990        | 23. Apr. 1994                         | Bill Foster   | Lenny Ripps                                   |
| 67         | 23        | Wenn aus Männern Frauen werden       | Fraternity Reunion                        | 27. Apr. 1990        | 30. Apr. 1994                         | Bill Foster   | David Ketchum & Tony DiMarco                  |
| 68         | 24        | Die Millionen-Show                   | Our Very First Telethon                   | 4. Mai 1990          | 16. Apr. 1994                         | Bill Foster   | Lenny Ripps, Shari Scharfer & Julie Strassman |

## Staffel 4
| Nr. (ges.) | Nr. (St.) | Deutscher Titel                       | Originaltitel                  | Erstausstrahlung USA | Deutschsprachige Erstausstrahlung (D) | Regie      | Drehbuch                                          |
| ---------- | --------- | ------------------------------------- | ------------------------------ | -------------------- | ------------------------------------- | ---------- | ------------------------------------------------- |
| 69         | 1         | Griechische Woche                     | Greek Week                     | 21. Sep. 1990        | 7. Mai 1994                           | Joel Zwick | Jeff Franklin                                     |
| 70         | 2         | Die superfreche Michelle              | Crimes and Michelle’s Demeanor | 28. Sep. 1990        | 21. Mai 1994                          | Joel Zwick | Scott Spencer Gordon                              |
| 71         | 3         | Danny, der Freund und Helfer          | The I.Q. Man                   | 5. Okt. 1990         | 28. Mai 1994                          | Joel Zwick | Marc Warren & Dennis Rinsler                      |
| 72         | 4         | Die Schlummer-Party                   | Slumber Party                  | 12. Okt. 1990        | 4. Juni 1994                          | Joel Zwick | Martie Cook                                       |
| 73         | 5         | Freundschaft auf der Probe            | Good News, Bad News            | 19. Okt. 1990        | 11. Juni 1994                         | Joel Zwick | Ellen Guylas                                      |
| 74         | 6         | Auge um Auge                          | A Pinch for a Pinch            | 26. Okt. 1990        | 18. Juni 1994                         | Joel Zwick | Charles A. Pratt, Jr.                             |
| 75         | 7         | Joey erobert Las Vegas                | Viva Las Joey                  | 2. Nov. 1990         | 2. Juli 1994                          | Joel Zwick | Marc Warren & Dennis Rinsler                      |
| 76         | 8         | Die sinnlose Diät                     | Shape Up                       | 9. Nov. 1990         | 9. Juli 1994                          | Joel Zwick | Jeff Franklin                                     |
| 77         | 9         | Die große Versuchung                  | One Last Kiss                  | 16. Nov. 1990        | 16. Juli 1994                         | Joel Zwick | Leslie Ray & David Steven Simon                   |
| 78         | 10        | Terror im Hause Tanner                | Terror in Tanner Town          | 23. Nov. 1990        | 17. Sep. 1994                         | Joel Zwick | Boyd Hale                                         |
| 79         | 11        | Der Liebesbrief                       | Secret Admirer                 | 7. Dez. 1990         | 30. Juli 1994                         | Joel Zwick | Ellen Guylas                                      |
| 80         | 12        | Danny, der Mann für alle Fälle        | Danny in Charge                | 14. Dez. 1990        | 6. Aug. 1994                          | Joel Zwick | Boyd Hale & Scott Spencer Gordon Idee: Stacey Hur |
| 81         | 13        | Ein frohes neues Jahr                 | Happy New Year                 | 28. Dez. 1990        | 31. Dez. 1994                         | Joel Zwick | Jeff Franklin                                     |
| 82         | 14        | Ein Job für D.J.                      | Working Girl                   | 4. Jan. 1991         | 13. Aug. 1994                         | Joel Zwick | Marc Warren & Dennis Rinsler                      |
| 83         | 15        | Danny, der coole Rocker               | Ol’ Brown Eyes                 | 11. Jan. 1991        | 20. Aug. 1994                         | Joel Zwick | Ellen Guylas & Boyd Hale                          |
| 84         | 16        | Steph trickst alle aus                | Stephanie Gets Framed          | 25. Jan. 1991        | 3. Sep. 1994                          | Joel Zwick | Doug McIntyre                                     |
| 85         | 17        | Eine fischige Angelegenheit           | A Fish Called Martin           | 1. Feb. 1991         | 10. Sep. 1994                         | Joel Zwick | Leslie Ray & David Steven Simon                   |
| 86         | 18        | Die Hochzeit – Teil 1                 | The Wedding (Part 1)           | 8. Feb. 1991         | 24. Sep. 1994                         | Joel Zwick | Jeff Franklin                                     |
| 87         | 19        | Die Hochzeit – Teil 2                 | The Wedding (Part 2)           | 15. Feb. 1991        | 1. Okt. 1994                          | Joel Zwick | Jeff Franklin                                     |
| 88         | 20        | Jetzt wird das Haus erst richtig voll | Fuller House                   | 22. Feb. 1991        | 8. Okt. 1994                          | Joel Zwick | Leslie Ray & David Steven Simon                   |
| 89         | 21        | Das Loch in der Wand                  | The Hole-in-the-Wall Gang      | 1. März 1991         | 22. Okt. 1994                         | Joel Zwick | Craig Heller & Guy Schulman                       |
| 90         | 22        | Steph schlägt zu                      | Stephanie Plays the Field      | 8. März 1991         | 29. Okt. 1994                         | Joel Zwick | Mark Fink                                         |
| 91         | 23        | Auf nach Hollywood                    | Joey Goes Hollywood            | 29. März 1991        | 5. Nov. 1994                          | Joel Zwick | Leslie Ray & David Steven Simon                   |
| 92         | 24        | D.J. ist verliebt                     | Girls Just Wanna Have Fun      | 1. Apr. 1991         | 12. Nov. 1994                         | Joel Zwick | Marc Warren & Dennis Rinsler                      |
| 93         | 25        | Danny hat eine Krise                  | The Graduates                  | 26. Apr. 1991        | 19. Nov. 1994                         | Joel Zwick | Ellen Guylas                                      |
| 94         | 26        | Ein freudiges Ereignis                | Rock the Cradle                | 3. Mai 1991          | 26. Nov. 1994                         | Joel Zwick | Boyd Hale                                         |

## Staffel 5
| Nr. (ges.) | Nr. (St.) | Deutscher Titel               | Originaltitel                               | Erstausstrahlung USA | Deutschsprachige Erstausstrahlung (D) | Regie         | Drehbuch                                    |
| ---------- | --------- | ----------------------------- | ------------------------------------------- | -------------------- | ------------------------------------- | ------------- | ------------------------------------------- |
| 95         | 1         | Doppelt hält besser           | Double Trouble                              | 17. Sep. 1991        | 3. Dez. 1994                          | Joel Zwick    | Jeff Franklin                               |
| 96         | 2         | Michelle sucht eine neue Mami | Matchmaker Michelle                         | 24. Sep. 1991        | 10. Dez. 1994                         | Joel Zwick    | Ellen Guylas                                |
| 97         | 3         | Wer will meine Schwester?     | Take My Sister, Please                      | 1. Okt. 1991         | 17. Dez. 1994                         | Joel Zwick    | Marc Warren & Dennis Rinsler                |
| 98         | 4         | Die Kussgeschichte            | Oh Where, Oh Where Has My Little Girl Gone? | 8. Okt. 1991         | 7. Jan. 1995                          | Joel Zwick    | Mark Fink                                   |
| 99         | 5         | Jesses schwache Nerven        | The King and I                              | 15. Okt. 1991        | 14. Jan. 1995                         | Joel Zwick    | David Pollock & Elias Davis                 |
| 100        | 6         | Joey im Glück                 | The Legend of Ranger Joe                    | 22. Okt. 1991        | 21. Jan. 1995                         | Joel Zwick    | Boyd Hale                                   |
| 101        | 7         | D.J.s gute Tat                | The Volunteer                               | 29. Okt. 1991        | 28. Jan. 1995                         | Joel Zwick    | Marc Warren & Dennis Rinsler                |
| 102        | 8         | Steph, der Tanzstar           | Gotta Dance                                 | 5. Nov. 1991         | 4. Feb. 1995                          | Joel Zwick    | Stacey Hur                                  |
| 103        | 9         | Michelle wird fünf            | Happy Birthday, Babies (Part 1)             | 12. Nov. 1991        | 11. Feb. 1995                         | Jeff Franklin | Jeff Franklin                               |
| 104        | 10        | Hurra, die Zwillinge kommen!  | Happy Birthday, Babies (Part 2)             | 12. Nov. 1991        | 18. Feb. 1995                         | Joel Zwick    | Jeff Franklin                               |
| 105        | 11        | Die vertauschten Zwillinge    | Nicky and/or Alexander                      | 19. Nov. 1991        | 25. Feb. 1995                         | Joel Zwick    | Ellen Guylas                                |
| 106        | 12        | Der Junggeselle des Monats    | Bachelor of the Month                       | 26. Nov. 1991        | 4. März 1995                          | Joel Zwick    | Tom Burkhard                                |
| 107        | 13        | Michelle hat Angst            | Easy Rider                                  | 3. Dez. 1991         | 11. März 1995                         | Joel Zwick    | Jeff Schimmel Idee: Martie Cook             |
| 108        | 14        | Lügen haben kurze Beine       | Sisters in Crime                            | 17. Dez. 1991        | 18. März 1995                         | Joel Zwick    | Boyd Hale                                   |
| 109        | 15        | Jesse, der Hausmann           | Play It Again, Jesse                        | 7. Jan. 1992         | 25. März 1995                         | Joel Zwick    | Marc Warren & Dennis Rinsler                |
| 110        | 16        | Tommy, der Rockstar           | Crushed                                     | 14. Jan. 1992        | 1. Apr. 1995                          | Joel Zwick    | Diana „Jennie“ Ayers & Susan Sebastian      |
| 111        | 17        | Buchstabe für Buchstabe       | Spellbound                                  | 28. Jan. 1992        | 8. Apr. 1995                          | Joel Zwick    | Marc Warren & Dennis Rinsler                |
| 112        | 18        | Affenliebe                    | Too Much Monkey Business                    | 11. Feb. 1992        | 15. Apr. 1995                         | Joel Zwick    | David Pollock                               |
| 113        | 19        | Michelle reißt aus            | The Devil Made Me Do It                     | 18. Feb. 1992        | 5. März 1995                          | Joel Zwick    | Elias Davis Idee: Nicolas Wall & Jane Paris |
| 114        | 20        | Miss D.J. und ihr Chauffeur   | Driving Miss D.J.                           | 25. Feb. 1992        | 22. Apr. 1995                         | Joel Zwick    | Mark Fink                                   |
| 115        | 21        | Der versalzene Spaß           | Yours, Mine, and Ours                       | 3. März 1992         | 29. Apr. 1995                         | Bill Petty    | Stacey Hur                                  |
| 116        | 22        | Putzteufel Danny              | The Trouble with Danny                      | 17. März 1992        | 6. Mai 1995                           | Joel Zwick    | Ellen Guylas & David Pollock                |
| 117        | 23        | Eine Sache des Vertrauens     | Five’s a Crowd                              | 31. März 1992        | 13. Mai 1995                          | Joel Zwick    | Ellen Guylas                                |
| 118        | 24        | Michelle und die Männer       | Girls Will Be Boys                          | 28. Apr. 1992        | 20. Mai 1995                          | Joel Zwick    | Tom Burkhard & Stacey Hur                   |
| 119        | 25        | Wird Jesse ein Star? – Teil 1 | Captain Video (Part 1)                      | 5. Mai 1992          | 27. Mai 1995                          | Joel Zwick    | Mark Fink & Boyd Hale                       |
| 120        | 26        | Wird Jesse ein Star? – Teil 2 | Captain Video (Part 2)                      | 12. Mai 1992         | 3. Juni 1995                          | Joel Zwick    | Marc Warren & Dennis Rinsler                |

## Staffel 6
| Nr. (ges.) | Nr. (St.) | Deutscher Titel               | Originaltitel                      | Erstausstrahlung USA | Deutschsprachige Erstausstrahlung (D) | Regie        | Drehbuch                                        |
| ---------- | --------- | ----------------------------- | ---------------------------------- | -------------------- | ------------------------------------- | ------------ | ----------------------------------------------- |
| 121        | 1         | Zweimal Neuseeland und zurück | Come Fly with Me                   | 22. Sep. 1992        | 7. Okt. 1995                          | Joel Zwick   | Marc Warren & Dennis Rinsler                    |
| 122        | 2         | Der lange Abschied            | The Long Goodbye                   | 29. Sep. 1992        | 14. Okt. 1995                         | Joel Zwick   | Ellen Guylas                                    |
| 123        | 3         | Jesse dreht durch             | Road to Tokyo                      | 6. Okt. 1992         | 21. Okt. 1995                         | Joel Zwick   | Ken Hecht                                       |
| 124        | 4         | Zwei Feinde, zwei Freunde     | Radio Days                         | 13. Okt. 1992        | 28. Okt. 1995                         | Rich Correll | Tom Burkhard                                    |
| 125        | 5         | Immer wieder die Liebe        | Lovers and Other Tanners           | 20. Okt. 1992        | 4. Nov. 1995                          | Joel Zwick   | Jay Abramowitz                                  |
| 126        | 6         | Jesse drückt die Schulbank    | Educating Jesse                    | 27. Okt. 1992        | 11. Nov. 1995                         | Joel Zwick   | Tom Burkhard                                    |
| 127        | 7         | Der eingebildete Cousin       | Trouble in Twin Town               | 10. Nov. 1992        | 18. Nov. 1995                         | Joel Zwick   | Ellen Guylas                                    |
| 128        | 8         | Trotzkopf Michelle            | The Play’s the Thing               | 17. Nov. 1992        | 25. Nov. 1995                         | Joel Zwick   | Tom Amundsen                                    |
| 129        | 9         | Joey, der Hockey-Star         | Nice Guys Finish First             | 24. Nov. 1992        | 2. Dez. 1995                          | Joel Zwick   | Jamie Tatham & Chuck Tatham                     |
| 130        | 10        | Die Löcher in den Ohren       | I’m Not D.J.                       | 1. Dez. 1992         | 9. Dez. 1995                          | Rich Correll | Sarit Catz & Gloria Ketterer                    |
| 131        | 11        | Ein außergewöhnliches Paar    | Designing Mothers                  | 8. Dez. 1992         | 6. Jan. 1996                          | Joel Zwick   | Sarit Catz & Gloria Ketterer                    |
| 132        | 12        | Ungewöhnliche Weihnachten     | A Very Tanner Christmas            | 15. Dez. 1992        | 23. Dez. 1995                         | Joel Zwick   | Jay Abramowitz                                  |
| 133        | 13        | Stephanies erste Verabredung  | The Dating Game                    | 5. Jan. 1993         | 13. Jan. 1996                         | Joel Zwick   | Jerry Winnick                                   |
| 134        | 14        | Der vergessene Geburtstag     | Birthday Blues                     | 19. Jan. 1993        | 20. Jan. 1996                         | John Tracy   | Mark Fink                                       |
| 135        | 15        | Falscher Ehrgeiz              | Be True to Your Preschool          | 26. Jan. 1993        | 3. Feb. 1996                          | Joel Zwick   | Tom Amundsen                                    |
| 136        | 16        | Michelle heiratet             | The Heartbreak Kid                 | 9. Feb. 1993         | 10. Feb. 1996                         | Joel Zwick   | Cathy Jung                                      |
| 137        | 17        | Ein schreckliches Geheimnis   | Silence Is Not Golden              | 16. Feb. 1993        | 17. Feb. 1996                         | Joel Zwick   | Ken Hecht                                       |
| 138        | 18        | Hilfe, ein Dinosaurier        | Please Don’t Touch the Dinosaur    | 23. Feb. 1993        | 24. Feb. 1996                         | John Tracy   | Jamie Tatham & Chuck Tatham                     |
| 139        | 19        | Jesses großer Tag             | Subterranean Graduation Blues      | 2. März 1993         | 2. März 1996                          | John Tracy   | Tom Burkhard Idee: Marc Warren & Dennis Rinsler |
| 140        | 20        | Das verdächtige Geschenk      | Grand Gift Auto                    | 16. März 1993        | 8. März 1996                          | John Tracy   | Ellen Guylas                                    |
| 141        | 21        | Ein Schwein im Haus           | Room for One More?                 | 6. Apr. 1993         | 23. März 1996                         | Tom Rickard  | Stacey Hur Idee: Marc Warren & Dennis Rinsler   |
| 142        | 22        | Die große Eifersucht          | Prom Night                         | 4. Mai 1993          | 30. März 1996                         | Joel Zwick   | Adrienne Armstrong & Martie Cook                |
| 143        | 23        | Die Traumreise – Teil 1       | The House Meets the Mouse (Part 1) | 11. Mai 1993         | 6. Apr. 1996                          | Joel Zwick   | Marc Warren & Dennis Rinsler                    |
| 144        | 24        | Die Traumreise – Teil 2       | The House Meets the Mouse (Part 2) | 18. Mai 1993         | 13. Apr. 1996                         | Joel Zwick   | Marc Warren & Dennis Rinsler                    |

## Staffel 7
| Nr. (ges.) | Nr. (St.) | Deutscher Titel                | Originaltitel                    | Erstausstrahlung USA | Deutschsprachige Erstausstrahlung (D) | Regie         | Drehbuch                                                                         |
| ---------- | --------- | ------------------------------ | -------------------------------- | -------------------- | ------------------------------------- | ------------- | -------------------------------------------------------------------------------- |
| 145        | 1         | Besuch vom Monster             | It Was a Dark and Stormy Night   | 14. Sep. 1993        | 21. Sep. 1996                         | John Tracy    | Marc Warren & Dennis Rinsler                                                     |
| 146        | 2         | Die Heimwerker                 | The Apartment                    | 21. Sep. 1993        | 28. Sep. 1996                         | John Tracy    | Tom Burkhard                                                                     |
| 147        | 3         | Michelles Eigentor             | Wrong-Way Tanner                 | 28. Sep. 1993        | 5. Okt. 1996                          | John Tracy    | Jamie Tatham & Chuck Tatham                                                      |
| 148        | 4         | Zwei gegen den Rest der Welt   | Tough Love                       | 5. Okt. 1993         | 11. Okt. 1996                         | Joel Zwick    | Ellen Guylas                                                                     |
| 149        | 5         | Steph muss sich durchsetzen    | Fast Friends                     | 12. Okt. 1993        | 18. Okt. 1996                         | John Tracy    | Bob Sand                                                                         |
| 150        | 6         | Auf dem Prüfstand              | Smash Club: The Next Generation  | 19. Okt. 1993        | 26. Okt. 1996                         | John Tracy    | Carolyn Omine                                                                    |
| 151        | 7         | Michelle wird erwachsen        | High Anxiety                     | 26. Okt. 1993        | 2. Nov. 1996                          | John Tracy    | Tom Amundsen                                                                     |
| 152        | 8         | Ende gut, alles gut            | Another Opening, Another No Show | 2. Nov. 1993         | 9. Nov. 1996                          | Joel Zwick    | Tom Burkhard Idee: Elias Davis                                                   |
| 153        | 9         | Ein Nashorn macht Ärger        | The Day of the Rhino             | 9. Nov. 1993         | 16. Nov. 1996                         | James O’Keefe | Adam I. Lapidus                                                                  |
| 154        | 10        | Die Einbrecher                 | The Prying Game                  | 16. Nov. 1993        | 23. Nov. 1996                         | John Tracy    | Ellen Guylas                                                                     |
| 155        | 11        | Die sehr vergessliche Michelle | The Bicycle Thief                | 23. Nov. 1993        | 30. Nov. 1996                         | John Tracy    | Chuck Tatham & Jamie Tatham                                                      |
| 156        | 12        | Eltern haben’s schwer          | Support Your Local Parents       | 30. Nov. 1993        | 14. Dez. 1996                         | James O’Keefe | Bob Sand                                                                         |
| 157        | 13        | Das Traumpaar                  | The Perfect Couple               | 14. Dez. 1993        | 4. Jan. 1997                          | John Tracy    | Marc Warren & Dennis Rinsler                                                     |
| 158        | 14        | Feinde werden Freunde          | Is It True About Stephanie?      | 4. Jan. 1994         | 11. Jan. 1997                         | Joel Zwick    | Carolyn Omine                                                                    |
| 159        | 15        | D.J. verlässt der Mut          | The Test                         | 11. Jan. 1994        | 18. Jan. 1997                         | John Tracy    | Dan Chasin & Linda Lane                                                          |
| 160        | 16        | Die große Blamage              | Joey’s Funny Valentine           | 25. Jan. 1994        | 25. Jan. 1997                         | John Tracy    | Adam I. Lapidus                                                                  |
| 161        | 17        | Großvaters Abschied            | The Last Dance                   | 8. Feb. 1994         | 1. Feb. 1997                          | John Tracy    | Tom Amundsen                                                                     |
| 162        | 18        | Der falsche Vetter             | Kissing Cousins                  | 15. Feb. 1994        | 8. Feb. 1997                          | John Tracy    | Tom Burkhard                                                                     |
| 163        | 19        | Aber Freunde für immer         | Love on the Rocks                | 1. März 1994         | 15. Feb. 1997                         | Tom Rickard   | Ellen Guylas                                                                     |
| 164        | 20        | Michelle auf vier Rädern       | Michelle a la Carte              | 15. März 1994        | 22. Feb. 1997                         | John Tracy    | Cathy Jung                                                                       |
| 165        | 21        | Teddy ist wieder da            | Be Your Own Best Friend          | 5. Apr. 1994         | 1. März 1997                          | Joel Zwick    | Tom Amundsen & Ellen Guylas Idee: Marc Warren & Dennis Rinsler                   |
| 166        | 22        | Die magische Kugel             | A Date with Fate                 | 3. Mai 1994          | 15. März 1997                         | Joel Zwick    | Bob Sand, Chuck Tatham & Jamie Tatham Idee: Marc Warren & Dennis Rinsler         |
| 167        | 23        | Onkel Little Richard           | Too Little Richard Too Late      | 10. Mai 1994         | 22. März 1997                         | John Tracy    | Elias Davis Idee: Marc Warren & Dennis Rinsler                                   |
| 168        | 24        | Ein schwerer Entschluss        | A House Divided                  | 17. Mai 1994         | 29. März 1997                         | Joel Zwick    | Tom Burkhard, Adam I. Lapidus & Carolyn Omine Idee: Marc Warren & Dennis Rinsler |

## Staffel 8
| Nr. (ges.) | Nr. (St.) | Deutscher Titel                | Originaltitel                 | Erstausstrahlung USA | Deutschsprachige Erstausstrahlung (D) | Regie         | Drehbuch                                                           |
| ---------- | --------- | ------------------------------ | ----------------------------- | -------------------- | ------------------------------------- | ------------- | ------------------------------------------------------------------ |
| 169        | 1         | Angst um Comet                 | Comet’s Excellent Adventure   | 27. Sep. 1994        | 5. Apr. 1997                          | Joel Zwick    | Marc Warren & Dennis Rinsler                                       |
| 170        | 2         | Eine schwere Trennung          | Breaking Away                 | 4. Okt. 1994         | 12. Apr. 1997                         | Joel Zwick    | Tom Amundsen                                                       |
| 171        | 3         | Stephanie in der Zwickmühle    | Making Out Is Hard to Do      | 11. Okt. 1994        | 19. Apr. 1997                         | Joel Zwick    | Carolyn Omine                                                      |
| 172        | 4         | Michelle, die Plaudertasche    | I’ve Got a Secret             | 18. Okt. 1994        | 3. Mai 1997                           | Joel Zwick    | Ellen Guylas                                                       |
| 173        | 5         | Joey als Lehrer                | To Joey, with Love            | 25. Okt. 1994        | 17. Mai 1997                          | Joel Zwick    | Jamie Tatham & Chuck Tatham                                        |
| 174        | 6         | Ein Esel im Haus               | You Pet It, You Bought It     | 1. Nov. 1994         | 31. Mai 1997                          | Joel Zwick    | Greg Fields                                                        |
| 175        | 7         | Jesse spielt Polka             | On the Road Again             | 8. Nov. 1994         | 7. Juni 1997                          | Tom Rickard   | Ellen Guylas                                                       |
| 176        | 8         | Dannys neue Freundin           | Claire and Present Danger     | 22. Nov. 1994        | 14. Juni 1997                         | Joel Zwick    | Tom Amundsen                                                       |
| 177        | 9         | Noch einmal Glück gehabt       | Stephanie’s Wild Ride         | 29. Nov. 1994        | 21. Juni 1997                         | John Tracy    | Adam I. Lapidus                                                    |
| 178        | 10        | Jede Menge Streit              | Under the Influence           | 6. Dez. 1994         | 5. Juli 1997                          | John Tracy    | Adam I. Lapidus                                                    |
| 179        | 11        | Ein besonderer Weihnachtsmann  | Arrest Ye Merry Gentlemen     | 13. Dez. 1994        | 20. Dez. 1997                         | John Tracy    | Carolyn Omine                                                      |
| 180        | 12        | D.J. hat die Wahl              | D.J.’s Choice                 | 3. Jan. 1995         | 19. Juli 1997                         | John Tracy    | Mark Fink                                                          |
| 181        | 13        | Die Beförderung                | The Producer                  | 10. Jan. 1995        | 2. Aug. 1997                          | James O’Keefe | Diana Darby                                                        |
| 182        | 14        | Falsche Versprechungen         | Super Bowl Fun Day            | 25. Jan. 1995        | 16. Aug. 1997                         | Joel Zwick    | Jamie Tatham & Chuck Tatham                                        |
| 183        | 15        | Die Riesenfüße                 | My Left and Right Foot        | 31. Jan. 1995        | 30. Aug. 1997                         | Tom Rickard   | Ellen Guylas                                                       |
| 184        | 16        | Jesse, der Tollpatsch          | Air Jesse                     | 7. Feb. 1995         | 13. Sep. 1997                         | Joel Zwick    | Laurie Parres                                                      |
| 185        | 17        | Der Valentinstag               | Dateless in San Francisco     | 14. Feb. 1995        | 4. Okt. 1997                          | Joel Zwick    | Greg Fields                                                        |
| 186        | 18        | Der Talent-Wettbewerb          | We Got the Beat               | 21. Feb. 1995        | 18. Okt. 1997                         | John Tracy    | Marc Warren & Dennis Rinsler                                       |
| 187        | 19        | Aufruhr um eine Hochzeit       | Taking the Plunge             | 28. Feb. 1995        | 8. Nov. 1997                          | John Tracy    | Tom Amundsen                                                       |
| 188        | 20        | Das Auto auf dem Dach          | Up on the Roof                | 14. März 1995        | 15. Nov. 1997                         | John Tracy    | Matt Miller & Barrie Nedler Idee: David Valliere                   |
| 189        | 21        | Der Todessprung                | Leap of Faith                 | 21. März 1995        | 22. Nov. 1997                         | Joel Zwick    | Jamie Tatham & Chuck Tatham                                        |
| 190        | 22        | Danny kümmert sich um alles    | All Stood Up                  | 4. Apr. 1995         | 29. Nov. 1997                         | Joel Zwick    | Carolyn Omine & Adam I. Lapidus Idee: Marc Warren & Dennis Rinsler |
| 191        | 23        | Michelle hoch zu Ross – Teil 1 | Michelle Rides Again (Part 1) | 23. Mai 1995         | 6. Dez. 1997                          | Joel Zwick    | Adam I. Lapidus Idee: Marc Warren & Dennis Rinsler                 |
| 192        | 24        | Michelle hoch zu Ross – Teil 2 | Michelle Rides Again (Part 2) | 23. Mai 1995         | 13. Dez. 1997                         | Joel Zwick    | Carolyn Omine Idee: Marc Warren & Dennis Rinsler                   |